# いぎなり東北産の いぎなり”やるっちゃ”東北産!マシマシ!!
『いぎなり東北産の いぎなり"やるっちゃ"東北産!マシマシ!!』（いぎなりとうほくさんの いぎなり やるっちゃ とうほくさん ましまし）は、ラジオ石巻と秋田放送（ABSラジオ）で放送されていたラジオ番組。女性アイドルグループいぎなり東北産の冠番組。

## 概要
2017年1月からラジオ石巻の番組「らじいしワイド764」内で週1回コーナー「いぎなり東北産の いぎなり"やるっちゃ"東北産!」として放送を開始。当初は毎週木曜10:15-10:25の10分コーナーで、聴き忘れるリスナーが多かったことから、SNSで「#やるっちゃ忘れてた」というハッシュタグが自然発生的に広がり、番組公式ハッシュタグとなった。
2017年4月からはラジオ石巻の番組「いぎなり東北産の いぎなり"やるっちゃ"東北産!マシマシ!!」（毎週金曜18:30-19:00）として放送開始。番組名に"マシマシ"が追加されたのはいぎなり東北産のマネージャー（キャプテン）のアイデアであるという。2018年4月から日曜17:00-17:30に再放送している。
2023年10月からABSラジオ（秋田放送）でも放送を開始した（金曜23:30-24:00）。2023年10月時点での放送回数は、2017年の放送開始から数えて340回以上に達している。リスナーの愛称は「マシマシ産」（ましましさん）。
2024年4月26日公式Xにて番組の終了を発表。同年6月28日放送が終了した。

## 出演者
- いぎなり東北産（橘花怜 律月ひかる 北美梨寧 安杜羽加 吉瀬真珠 桜ひなの 藤谷美海 伊達花彩 葉月結菜）
- 及川アキヒロ（アシスタントナビゲーター）[4]

## 放送局
| 放送局                 | 放送時間            | 備考                                                                   |
| ---------------------- | ------------------- | ---------------------------------------------------------------------- |
| ラジオ石巻             | 毎週金曜18:30-19:00 | 2017年放送開始（制作局） 毎週日曜17:00-17:30に再放送 ListenRadioで配信 |
| ABSラジオ （秋田放送） | 毎週金曜23:30-24:00 | 2023年10月放送開始 radikoで配信                                        |

ABSラジオでは番組「タマリバ」（金曜22:00-23:00）内でいぎなり東北産の冠コーナー「いぎなり秋田でラジオっこ!」が月1回放送されている。

## スポンサー
ラジオ石巻版のスポンサー。
- 阿部勝自動車
- advance growing
- HMV仙台EBeanS
- 木の屋石巻水産[5]